# Tirasia punctigeneralis
Tirasia punctigeneralis är en fjärilsart som beskrevs av Walker 1864. Tirasia punctigeneralis ingår i släktet Tirasia och familjen Lecithoceridae. Inga underarter finns listade i Catalogue of Life.